# Михалевич Микола Андроникович
Михалевич Микола Андроникович (1888, м. Кременець Волинської губернії — ?) — ректор Житомирського вчительського інституту.

## Життєпис
Народився 1888 року в м. Кременець Волинської губернії в родині священика. Батько був законовчителем Дедеркальської вчительської семінарії на Волині. 
У 1911 році Микола Андроникович закінчив фізико-математичний факультет Київського університету з золотою медаллю і залишений професорським стипендіатом на кафедрі математики для підготовки до професорського звання. Через рік, у зв'язку з тяжким матеріальним становищем, пішов працювати викладачем математики до Київської чоловічої гімназії. 
З початком першої світової війни переїхав до Житомира і почав працювати у 2-й Житомирській гімназії і жіночій гімназії Н. В. Овсянникової. 
Після революції Микола Андроникович працював викладачем у різних освітніх установах Житомира, а з серпня 1919 року — викладач математики Житомирського педагогічного інституту. 5 грудня 1920 року М. А. Михалевича призначено ректором інституту. 15 березня 1922 року звільнений з посади ректора згідно прохання (за сімейними обставинами).
1 грудня 1922 р. Микола Андроникович призначений директором Житомирського землеустрійного технікуму [Архівовано 23 травня 2014 у Wayback Machine.] і на цій посаді перебував до 1929 року. В березні 1930 р. – М. А. Михалевич – штатний професор математики Волинського ІНО.
Подальша доля - невідома.

## Доробок
Опублікував 15 наукових праць. Серед них – «До питання про вивчення теорії наближених обчислень», «Теорія ірраціональних  чисел», »До питання про загальну форму закону великих чисел» та інші. 